# رامشوارام
رامشوارام (به انگلیسی: Rameswaram) یک شهرک در هند است که در Ramanathapuram district واقع شده‌است. رامشوارام ۵۵ کیلومتر مربع مساحت و ۴۴٬۸۵۶ نفر جمعیت دارد و ۱۰ متر بالاتر از سطح دریا واقع شده‌است.